# Afgekia sericea
Afgekia sericea là một loài thực vật có hoa trong họ Đậu. Loài này được Craib miêu tả khoa học đầu tiên.

## Hình ảnh

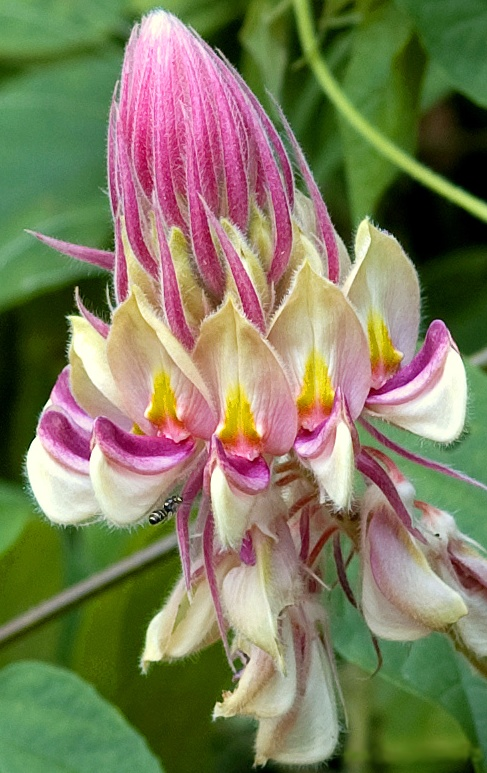